# Kolomîțivka, Hlobîne
Kolomîțivka (în ucraineană Коломицівка) este un sat în comuna Jukî din raionul Hlobîne, regiunea Poltava, Ucraina.

## Demografie
Componența lingvistică a localității Kolomîțivka
     Ucraineană (94,83%)
     Rusă (5,17%)
Conform recensământului din 2001, majoritatea populației localității Kolomîțivka era vorbitoare de ucraineană (94,83%), existând în minoritate și vorbitori de rusă (5,17%).